# Едикт от Фонтенбло
Едиктът от Фонтенбло (на френски L’édit de Fontainebleau) е издаден от Луи ХІV на 18 октомври 1685 г. и слага край на действието на по-ранния Нантски едикт. Нантският едикт дава право на хугенотите (френските протестанти) да практикуват свободно вярата си без преследване от държавата. Едиктът им гарантира и политическа и военна сила, която по-късно е сломена и отнета по времето на кардинал Ришельо. Въпреки това те остават сплотена и важна част от френското общество - икономически активни, плащащи солидни данъци. Политиката на религиозна толерантност е повече маниер на държавата, докато населението гледа с недоверия на друговерците. Самият Луи смята, че тази обособена общност може да е пречка пред налагането на абсолютната монархия, което надделява за издаването на едикта.

## Отмяна на Нантския едикт
Натискът срещу хугенотите започва много преди 1685 г. Техният строг нрав и начин на живот започва да буди присмех при сравнение с блясъка на версайския двор. Много хугеноти са привлечени в обкръжението на Краля-слънце и се държат като останалите аристократи. По времето на Колбер те заемат редица високи постове, тъй като са предприемчиви и работливи като него и освен това са верни на короната. Двамата противници на Колбер в правителството - Мишел льо Телие и синът му маркиз дьо Лувоа използват тази склонност и атакуват хугенотите, за да го уязвят. Духовници, йезуити и други нетърпеливи личности също притискат краля да прекрати толерантното си отношение. Самият Луи, който слабо познава идеологията на протестантството, вижда в хугенотите бивши и потенциални бунтовници. От 1681 г. по внушение на Лувоа започва политиката на Драгонадите - военни отряди за терор над друговерците. От отнемане на децата, за да бъдат възпитани в католицизма до настаняване на войници в домовете навиновните - това са само част от репресивните мерки. На пасторите е забранено да привличат нови вярващи, църкви са затваряни. Така още преди едикта от Фонтенбло хиляди хугеноти напускат Поату, Сентонж и други области и се заселват в Англия, Дания и Нидерландия. Амстердам дори строи цял нов квартал за хугеноти от Франция.
Във въведението на Едикта от Фонтенбло Луи ХІV заявява, че неговата, на баща му и на дядо му цел винаги е била да върнат в лоното на църквата онези, които така лесно са я напуснали. После продължава: "Ние дойдохме до заключението, че за да премахнем всички спомени за проблечите и конфликтите, причинени на Нашето кралство от възхода на лъжливата вяра, не можем да постъпим другояче, освен да прекратим действието на посочения едикт..." Издаването на едикта официализира започнатата политика. "И тъй, докато навсякъде се рушат храмове и в провинцията се налага препокръстване с оръжие, Нантският едикт най-накрая бива отменен..., пише Волтер. Окончателно бива разрушен един подкопан отвсякъде градеж." Скоро последва нареждане всички пастори, които не пожелаят да сменят вярата си, да напуснат страната. Оказва се обаче, че с тях тръгват хиляди хугеноти. Опитите на правителството да затвори границите и пристанищата не могат да ги спрат. Нещастието за Франция е толкова по-голямо, защото тези хора, сега вече гневни на краля, се заселват при неговите врагове.

## Последващи кралски декларации
През януари 1686 г. Луи ХІV потвърждава практиката децата на протестантски семейства да се изпращат за превъзпитание при най-близките роднини католици. Ако няма такива, да се предават в католически училища или при друг католик, определен от съдия.
С нова декларация от 13 декември 1698 г. се въвежда режим за контрол над новопокръстените. Те са задължени да присъстват на месите, да се женят в църкви, да покръстят децата си преди да са изминали 24 часа от раждането. Трябва също така да предадат уверение от свещеник, че са имали добро поведение като католици.
През 1699 г. е въведена забрана новопокръстените да напускат Франция.

## Последици
Оценката на щетите, които Франция понася, не е еднаква при различните автори. Волтер твърди, че са напуснали 500 000 души с парите и знанията си. Херцог дьо Сен Симон в типичния си емоционален тон заявява, че е обезлюдена една четвърт от кралството (с население 19 млн. по това време). Оттам нататък се оформят две становища, в зависимост от това дали авторите симпатизират на Луи ХІV. Повечето англосаксонски историци премат цифрата 700-800 хиляди, докато по-задълбочените френски изследвания дават значително по-ниски числа - 160-185 хиляди. По-голямата част от хугенотите приемат обратно католицизма. В. Кронин дава следните данни: градовете По, Ним и Монпелие са изцяло покръстени; също и 20 000 в Монтобан и околностите, 60 000 в Бордо и околностите.
Почти всички европейски държави реагират остро на проявеното насилие, и особено Обединените провинции, германските държави, които са протестантски. Този акт на Луи ХІV сплотява враговете му и довежда до създаването на следващата година на Аугсбургската лига - военен съюз против него. В по-далечен план той е една от причините за Деветгодишната война - първата, която изправя страната му на ръба на военната катастрофа.

## Отмяна на едикта от Фонтенбло
В края на ХVІІІ в. много значими обществени личности се обявяват против дискриминацията на религиозните общности и съответно против едикта от 1685 г. Потикнат от това в края на 1787 г. Луи ХVІ издава Едикта от Версай, с който дава равенство на всички религии - католическа, протестантска и еврейска. През януари 1788 г. Парижкият парламент го потвърждава, а Декларацията за правата на човека и гражданина от 1789 г. дава пълна религиозна свобода в страната.